# Rangen (Francja)
Rangen – miejscowość i gmina we Francji, w regionie Grand Est, w departamencie Dolny Ren.
Według danych na rok 1990 gminę zamieszkiwało 149 osób, 90 os./km².